# Achiet-le-Grand

Achiet-le-Grand este o comună în departamentul Pas-de-Calais, Franța. În 1 ianuarie 2022 avea o populație de 969 de locuitori.